# Antocha incurva
Antocha incurva är en tvåvingeart som beskrevs av Alexander 1968. Antocha incurva ingår i släktet Antocha och familjen småharkrankar. Inga underarter finns listade i Catalogue of Life.